# Ganoderma
Ganoderma es un género de hongos Polyporales que crecen en madera, incluye cerca de 80 especies, muchas de origen tropical. Gracias a su extensivo uso en la medicina tradicional asiática y su potencial de bioremediación, es un muy importante género de hongos, económicamente hablando. El género Ganoderma puede ser diferenciado de otros hongos poliesporosos porque tiene un doble muro de basidioesporas. Los Polyporales son popularmente referidos en inglés como "shelf mushroom" o "bracket fungus"

## Etimología
El nombre Ganoderma deriva del griego antiguo ganos/γανος "brillo, lustre", dando lugar a "brillante" y  derma/δερμα "piel".

## Descripción
El género Ganoderma está caracterizado por tener basidiocarpos largos y repetidos formando repisas incrustadas en los troncos de árboles; también son conocidos en inglés como "conk funguss" (hongos narigones). Se les denomina lignícolas (descomponedores de madera) y coriáceos (de cuero) con o sin tallo. Los cuerpos fructíferos típicamente crecen en forma de abanico o pezuña en la corteza de troncos vivos o muertos. Tienen un doble muro y esporas truncadas que forman  estratos ornamentados que van del color amarillo al café.

## Filogenética
El género fue nombrado por Karsten en 1881. Miembros de la familia Ganodermataceae fueron consideradas tradicionalmente difíciles de clasificar, debido a la falta de características morfológicas fiables, la sobreabundancia de sinónimos y el extenso mal uso de nombres. Recientemente, el género ha sido dividido en dos secciones: Ganoderma con "cubierta brillante" (como el Ganoderma lucidum) y Elfvingia, con cubierta mate, como el Ganoderma applanatum
El análisis filogenético usando información del ADN ha contribuido a clarificar nuestra comprensión de las relaciones entre las especies de Ganoderma El género ha sido dividido también en seis grupos monofiléticos:
- G. colossus
- G. applanatum
- G. tsugae
- G. lucidum asiático
- G. meredithiae
- G. resinaceum

En 1905, el micólogo estadounidense William Murrill describió el género Tomofagus para acomodar la especie G. colossus (entonces conocida como Polyporus colossus) la cual tenía distintas características morfológicas que no encajaban con aquellas de las otras especias. Sin embargo, históricamente el grupo Tomofagus ha sido generalmente reconocido como sinónimo de Ganoderma. Casi un siglo después, el análisis filogenético reivindica el trabajo original de Murrill, mostrando que, efectivamente, tienen una taxonomía distinta.

## Importancia

### Industria
El grupo Ganoderma son hongos devoradores de madera con una distribución cosmopolita. Pueden crecer en especies coníferas y de leño duro. Son hongos de podredumbre blanca con enzimas que permiten romper componentes como la lignina y la celulosa. Existe un significativo interés en la investigación científica para tratar de aprovechar el poder de estas enzimas degeneradoras de madera para aplicaciones industriales como el "biodespulpado" (en inglés biopulping o la  biorremediación.)

### Medicina popular

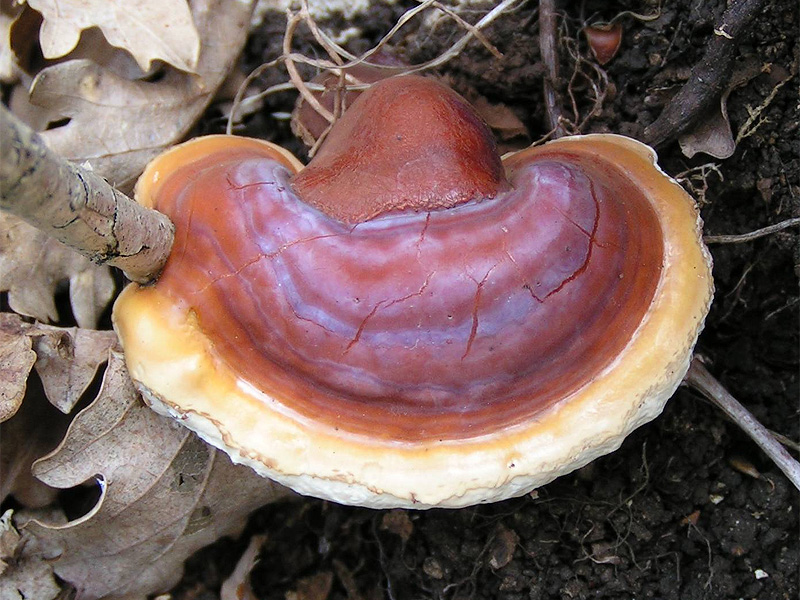
Ganoderma lucidum

Varias especies de Ganoderma contienen muchos compuestos bioactivos (~400), como los triterpenoides y los polisacáridos. Sin embargo, el G. lucidum contiene una amplia variedad de enzimas digestivas de celulosa, lignina y xylano las cuales han sido usadas en procesos de remediacion de biomasa y aguas residuales. Colectivamente, las especies de Ganoderma han sido de especial interés por sus diferentes efectos potencialmente terapéuticos como:
- anticáncer
- inmunoregulatorios
- antioxidantes
- protectores del hígado
- hipoglicémicos
- antibacteriales
- antivirales
- antihongos
- reductores de colesterol

## Especies notables
- Ganoderma applanatum - conocida en inglés como artist's conk (concha de artista). Una epidemia de esta especie fue el principal factor en la pérdida del árbol de Anna Frank.[19][20]
- Ganoderma lucidum - también conocido como reishi o lingzhi.  Una muy importante medicina en la medicina herbolaria asiática, conocido como "el rey de las hierbas".
- Ganoderma multipileum - un estudio genómico en 2009 descubrió que la población del G. lucidum en Asia tropical y el G. Multipileum, son dos especies separadas.
- Ganoderma philippii - una planta patógena.
- Ganoderma pseudoferreum - responsable de la pudrición de las raíces del cacao, el café, el caucho y los árboles de camelia.
- Ganoderma tsugae - poliespora que crece en las coniferas, especialmente en la cicuta. Similar en apariencia al Ganoderma lucidum, el cual típicamente crece en troncos de madera dura.[21]